# سیارک ۶۸۹۷
سیارک ۶۸۹۷ (به انگلیسی: 6897 Tabei، نامگذاری:1987VQ) شش هزار و هشتصد و نود و هفتمین سیارک کشف شده‌است که در ۱۵ نوامبر ۱۹۸۷ کشف شد.
قدر مطلق سیارک برابر ۱۴٫۵۰ است.